# Vláda Jędrzeje Moraczewského
Vláda Jędrzeje Moraczewského (formálním názvem Dočasná lidová vláda Polské republiky) byla první vládou Druhé Polské republiky pod vedením Jędrzeje Moraczewského jmenovaná 17. listopadu 1918 Józefem Piłsudským z pozice šéfa státu. Z organizačního a právního hlediska kabinet navazoval na Wróblewského provizorní vládu jmenovanou Regentskou radou, z politického hlediska částečně navazoval na lublinskou Daszyńského vládu, jež se podřídila Piłsudskému.
Vláda mj. zavedla všeobecné volební právo (včetně volebního práva pro ženy), osmihodinovou pracovní dobu, zlegalizovala odbory a právo na stávku, zavedla inspekci práce a nemocenské pojištění. Kabinet také 20. listopadu 1918 vyhlásil program hospodářské a sociální rekonstrukce podle socialistické doktríny - oznámil vyvlastnění velkostatků a jejich předání do rukou pracujícího lidu pod kontrolou státu, zestátnění dolů a celého průmyslu.
Vláda podala demisi 16. ledna 1919 po konzultaci s Piłsudským, který chtěl dosáhnout porozumění s pravicí a uklidnění situace v nezávislém Polsku. Národní demokraté považovali Moraczewského vládu za příliš radikální a její podporovatelé odmítali plnit příkazy vlády (mj. platit daně). Podle národního demokrata Stanisława Głąbińského vláda bránila vytváření polské armády, chtěl omezit lidové milice.. Rovněž země Dohody nerady viděly vládu skládající se z bývalých spojenců Německa.

## Složení vlády
| Portfej                                    | Ministr / člen vlády           | Strana         | Nástup do úřadu    | Odchod z úřadu     |
| ------------------------------------------ | ------------------------------ | -------------- | ------------------ | ------------------ |
| Předseda vlády                             | Jędrzej Moraczewski            | PPSD           | 17. listopadu 1918 | 16. ledna 1919     |
| Ministr zásobování                         | Antoni Mińkiewicz              | nestraník      | 17. listopadu 1918 | 16. ledna 1919     |
| Ministr komunikace                         | Jędrzej Moraczewski            | PPSD           | 17. listopadu 1918 | 29. prosince 1918  |
| Ministr komunikace                         | Stanisław Stączek              | PSL Lewica     | 29. prosince 1918  | 16. ledna 1919     |
| Ministr kultury a krásného umění           | Medard Downarowicz             | SNN            | 17. listopadu 1918 | 16. ledna 1919     |
| Ministr pošt a telegrafů                   | Tomasz Arciszewski             | PPS            | 17. listopadu 1918 | 16. ledna 1919     |
| Ministr práce a sociální péče              | Bronisław Ziemięcki            | PPS            | 17. listopadu 1918 | 16. ledna 1919     |
| Ministr průmyslu a obchodu                 | Jerzy Iwanowski                | PPS            | 17. listopadu 1918 | 16. ledna 1919     |
| Ministr veřejných prací                    | Andrzej Kędzior                | PSL Piast      | 17. listopadu 1918 | 29. prosince 1918  |
| Ministr veřejných prací                    | Józef Pruchnik                 | PSL Lewica     | 29. prosince 1918  | 16. ledna 1919     |
| Ministr zemědělství                        | Franciszek Wojda               | ZL             | 17. listopadu 1918 | 29. prosince 1918  |
| Ministr zemědělství                        | Błażej Stolarski               | PSL Wyzwolenie | 29. prosince 1918  | 16. ledna 1919     |
| Ministr státního pokladu                   | Władysław Byrka (úřadující)    | nestraník      | 17. listopadu 1918 | 16. ledna 1919     |
| Ministr vnitra                             | Stanisław Thugutt              | PSL Wyzwolenie | 17. listopadu 1918 | 16. ledna 1919     |
| Ministr vojenství                          | Edward Rydz-Śmigły (úřadující) | nestraník      | 17. listopadu 1918 | 22. listopadu 1918 |
| Ministr vojenství                          | Jan Wroczyński                 | nestraník      | 22. listopadu 1918 | 16. ledna 1919     |
| Ministr zahraničí                          | Leon Wasilewski                | PPS            | 17. listopadu 1918 | 16. ledna 1919     |
| Ministr spravedlnosti                      | Leon Supiński                  | ZD             | 17. listopadu 1918 | 16. ledna 1919     |
| Ministr náboženství a veřejného vzdělávání | Ksawery Prauss                 | PPS            | 17. listopadu 1918 | 16. ledna 1919     |
| Ministr veřejného zdraví                   | Witold Chodźko (úřadující)     | nestraník      | 13. prosince 1918  | 16. ledna 1919     |
| Ministr bez portfeje                       | Tomasz Nocznicki               | PSL Wyzwolenie | 17. listopadu 1918 | 16. ledna 1919     |
| Ministr bez portfeje                       | Wincenty Witos                 | PSL Piast      | 17. listopadu 1918 | 29. prosince 1918  |
| Ministr bez portfeje                       | Marian Malinowski              | PPS            | 17. listopadu 1918 | 16. ledna 1919     |
| Ministr bez portfeje                       | Franciszek Wójcik              | PSL Lewica     | 29. prosince 1918  | 16. ledna 1919     |